# Serbischer Fußballpokal 2013/14
Der Serbische Fußballpokal 2013/14 (auch Kup Srbije) war die achte Austragung des serbischen Pokalwettbewerbs. Er wurde vom Serbischen Fußball-Bund (FSS) ausgetragen.
Am 7. Mai 2014 kam es im Stadion Partizana von Belgrad zur Neuauflage des Vorjahresfinales zwischen Vojvodina Novi Sad und dem FK Jagodina. Im Gegensatz zum Vorjahr setzte sich diesmal Vojvodina mit 2:0 gegen Jagodina durch und qualifizierte sich dadurch für die 2. Qualifikationsrunde in der UEFA Europa League 2014/15.

## Modus
Das Halbfinale wurde in Hin- und Rückspiel ausgetragen. In den anderen Runden wurden die Begegnungen in einem Spiel ausgetragen. Endete ein Spiel nach 90 Minuten unentschieden, kam es direkt zum Elfmeterschießen. Bis zum Viertelfinale wurden die Mannschaften in zwei Töpfe platziert, so dass jedes gesetzte Team gegen ein ungesetztes antrat.

## Teilnehmer
| SuperLiga 2012/13 (16) | SuperLiga 2012/13 (16) | Prva Liga (18) | Prva Liga (18) | Regionale Pokalsieger (5)                                                                                    |
| --- | --- | --- | --- | --- |
| - FK BSK Borča - FK Donji Srem - FK Hajduk Kula - FK Jagodina - FK Javor Ivanjica - FK Novi Pazar - Partizan Belgrad - FK Rad Belgrad | - FK Radnički Kragujevac - FK Radnički Niš - Roter Stern Belgrad - FK Sloboda Užice - FK Smederevo - FK Spartak Subotica - Vojvodina Novi Sad - OFK Belgrad | - FK Banat Zrenjanin - FK Bežanija - FK Borac Čačak - FK Čukarički - FK Inđija - FK Jedinstvo Putevi - FK Kolubara - FK Metalac - FK Mladost Lučani | - FK Napredak Kruševac - FK Novi Sad - FK Proleter Novi Sad - FK Sloga Kraljevo - FK Teleoptik - FK Timok Zaječar - FK Voždovac - OFK Mladenovac - Radnički Nova Pazova | - FK IM Rakovica - FK Mokra Gora - FK Partizan Bumbarevo Brdo - Radnički Sremska Mitrovica - FK Trstenik PPT |

## Vorrunde
In dieser Runde traten die neun schlechtplatziertesten Teams der Prva Liga (Serbien) 2012/13 und die fünf Sieger des Regionalpokals an.
|                            | Ergebnis        |                      |
| -------------------------- | --------------- | -------------------- |
| 4. September 2013          |                 |                      |
| FK IM Rakovica             | 0:0 (5:4 i. E.) | Radnički Nova Pazova |
| FK Partizan Bumbarevo Brdo | 3:1             | FK Kolubara          |
| FK Trstenik PPT            | 1:0             | FK Timok Zaječar     |
| Radnički Sremska Mitrovica | 1:1 (3:2 i. E.) | FK Inđija            |
| FK Mokra Gora              | 1:2             | FK Sloga Kraljevo    |
| FK Novi Sad                | 0:0 (4:5 i. E.) | FK Banat Zrenjanin   |
| OFK Mladenovac             | 0:1             | FK Teleoptik         |

## 1. Runde
Teilnehmer: Die sieben Sieger der Vorrunde, die Top Neun der Prva Liga 2012/13 und alle Teams der SuperLiga 2012/13.
|                            | Ergebnis        |                     |
| -------------------------- | --------------- | ------------------- |
| 25. September 2013         |                 |                     |
| FK Proleter Novi Sad       | 0:3             | Roter Stern Belgrad |
| FK Borac Čačak             | 2:1             | FK Rad Belgrad      |
| FK Trstenik PPT            | 0:2             | FK Novi Pazar       |
| FK Radnički Kragujevac     | 1:0             | FK Banat Zrenjanin  |
| FK Partizan Bumbarevo Brdo | 0:3             | FK Spartak Subotica |
| Radnički Sremska Mitrovica | 0:2             | FK Donji Srem       |
| FK Teleoptik               | 0:3             | FK Sloboda Užice    |
| FK Sloga Kraljevo          | 1:1 (2:3 i. E.) | Vojvodina Novi Sad  |
| FK Mladost Lučani          | 0:0 (3:4 i. E.) | OFK Belgrad         |
| FK IM Rakovica             | 1:4             | FK Jagodina         |
| FK Smederevo               | 0:1             | FK Čukarički        |
| FK BSK Borča               | 0:1             | FK Jedinstvo Putevi |
| FK Bežanija                | 0:2             | FK Radnički Niš     |
| Partizan Belgrad           | 2:0             | FK Metalac          |
| FK Napredak Kruševac       | 2:1             | FK Javor Ivanjica   |
| FK Voždovac                | Freilos         |                     |

## Achtelfinale
|                     | Ergebnis        |                        |
| ------------------- | --------------- | ---------------------- |
| 30. Oktober 2013    |                 |                        |
| FK Spartak Subotica | 2:0             | FK Napredak Kruševac   |
| OFK Belgrad         | 2:1             | FK Jedinstvo Putevi    |
| FK Donji Srem       | 2:0             | FK Borac Čačak         |
| Vojvodina Novi Sad  | 0:0 (3:0 i. E.) | FK Novi Pazar          |
| FK Radnički Niš     | 0:3             | Partizan Belgrad       |
| FK Sloboda Užice    | 2:0             | FK Voždovac            |
| FK Čukarički        | 0:2             | FK Jagodina            |
| Roter Stern Belgrad | 3:0             | FK Radnički Kragujevac |

## Viertelfinale
|                     | Ergebnis |                    |
| ------------------- | -------- | ------------------ |
| 4. Dezember 2013    |          |                    |
| FK Spartak Subotica | 2:0      | Partizan Belgrad   |
| FK Sloboda Užice    | 0:2      | OFK Belgrad        |
| FK Jagodina         | 4:1      | FK Donji Srem      |
| Roter Stern Belgrad | 1:3      | Vojvodina Novi Sad |

## Halbfinale
|                              | Gesamt |                     | Hinspiel | Rückspiel |
| ---------------------------- | ------ | ------------------- | -------- | --------- |
| 26. März 2014009. April 2014 |        |                     |          |           |
| Vojvodina Novi Sad           | 2:0    | FK Spartak Subotica | 1:0      | 1:0       |
| OFK Belgrad                  | 1:4    | FK Jagodina         | 1:2      | 0:2       |

## Finale
| Paarung            | Vojvodina Novi Sad – FK Jagodina |
| Ergebnis           | 2:0 (1:0) |
| Datum              | 7. Mai 2014 |
| Stadion            | Stadion Partizana, Belgrad |
| Zuschauer          | 8.000 |
| Schiedsrichter     | Boško Jovanetić |
| Tore               | 1:0 Enver Alivodić (41.) 2:0 Srđan Babić (52.) |
| Vojvodina Novi Sad | Srđan Žakula – Marko Živković, Nino Pekarić, Srđan Babić, Darko Puškarić – Nemanja Radoja , Mirko Ivanić, Sergej Milinković-Savić – Enver Alivodić (88. Igor Đurić), Lazar Veselinović (72. Jovan Stojanović), Marko Poletanović (60. Mijat Gaćinović). Cheftrainer: Branko Babić             |
| FK Jagodina        | Anđelko Đuričić – Dajan Šimac, Danijel Mihajlović (46. Milan Milinković), Aleksandar Živanović, Aleksandar Filipović – Ivan Cvetković, Dario Damjanović – Filip Arsenijević, Vuk Mitošević (46. Đorđe Šušnjar), Miloš Lepović (75. Milan Đurić) – Aleksandar Pešić. Cheftrainer: Mladen Dodić |
| Gelbe Karten       | Darko Puškarić, Sergej Milinković-Savić – Dajan Šimac, Aleksandar Pešić |